# (39410) 2191 T-1
2191 T-1 (asteroide 39410) é um asteroide da cintura principal. Possui uma excentricidade de 0.17775060 e uma inclinação de 6.26427º.
Este asteroide foi descoberto no dia 25 de março de 1971 por Cornelis Johannes van Houten e Ingrid van Houten-Groeneveld e Tom Gehrels em Palomar.